# ئی‌تی‌وی۲
ئی‌تی‌وی۲ (انگلیسی: ETV2) یک کانال تلویزیونی در کشور استونی است.
این شبکه در مارس ۲۰۰۸ میلادی تأسیس شده مقر آن در تالین، استونی است و متعلق به رادیو و تلویزیون استونی می‌باشد.